# Принцип Плато
Принцип Плато це - математична модель або науковий закон, спочатку розроблений, щоб пояснити час дії наркотичного препарату на організм людини. Принцип має широке застосування у фармакології, фізіології, дієтології, біохімії та системній динаміці. Він застосовується , коли ліки або живильного роду речовини вводяться всередину постійно або з відносно постійною частотою протягом певного часового інтервалу. В цих умовах будь-яка зміна швидкості інфузії призводить до експоненціального зростання або зниження до нового рівня. Таку поведінку також називають підходом до стійкого стану, тому що замість того, щоб викликати невизначене збільшення або зменшення, природний баланс досягається, коли швидкість вливання або виробництва збалансована за допомогою швидкістю втрати.

## Принцип плато в фармокінетиці
Більшість ліків виводяться з плазми крові з кінетичною швидкістю першого порядку. З цієї причини, коли наркотик вводиться в організм з постійною частотою шляхом внутрішньовенної терапії, він наближається до нової стійкої концентрації в крові зі швидкістю, заданою його напіввиведення. Аналогічним чином, коли внутрішньовенне вливання закінчилося, концентрація препарату експоненціально зменшується і досягає невизначуваного рівня після 5-6 напіввживань. Якщо ж препарат вводяться у вигляді болюса (медицина) з однією ін'єкцією, пік концентрації досягається практично негайно, а потім концентрація знижується в геометричній прогресії.
Більшість перпаратів приймаються пероральним шляхом. У цьому випадку, припущення про постійну інфузію можна розглядати тільки наближено, тому що дози приймаються протягом декількох днів. Принцип плато все ще застосовується, але для більш складних моделей необхідно враховувати шлях введення препарату з організму.

## Рівняння для підходу в стані рівноваги
Виведення рівнянь, що описують часовий хід змін для системи з введенням нульового порядку та виведенням першого порядку, представлені в експоненціальному розпаді та біологічному напіврозпаді та в науковій літературі.,
{\displaystyle C_{t}=C_{0}^{-k{e_{e}}t},}
- Ct концентрація після часу t
- C0 початкова консентрація (t = 0)
- ke коефіцієнт втрати

Відношення між  The relationship between the elimination rate constant and half-life is given by the following equation:
{\displaystyle k_{e}={\frac {\ln 2}{t_{1/2}}}\,}
Оскільки ln 2 дорівнює 0,663, період напіврозпаду легко розраховується з константи швидкості втрати. Напівперіод має одиниці часу, а константа швидкості ліквідації має одиниці 1 / time, наприклад, за годину або за день.
Рівняння може бути використане для прогнозування концентрації сполуки в будь-який момент часу, коли відома частка деградації та стаціонарної концентрації.

## Переходи в складі тіла

### Принцип Плато під час дієти і втрати ваги
Принцип Плато є характерним для людей, які намагаються схуднути. Принцип плато дає зрозуміти, що незмінювання ваги є ознакою успіху. В принципі, коли людина втрачає вагу, для підтримки швидкості метаболізму потрібно менше їжі, що робить вихідний режим менш ефективним.Енергія їжі витрачається значною мірою завдяки роботі, проведеній проти сили тяжіння, тому зниження ваги знижує ефективність тренування. Крім того, тренована людина має більшу синуі, отже, більшу ефективність під час тренування. Засоби захисту включають збільшення інтенсивності тренування або довжини та зменшення розмірів порції їжі, ніж це було зроблено спочатку.
Те, що втрата ваги та дієти знижують швидкість метаболізму, підтверджується дослідженнями. В одному дослідженні виробництво тепла було зменшено на 30% у людей з ожирінням після програми зниження ваги, що призвело до стійкості до подальшого зниження ваги тіла. Чи збільшується чи зменшується маса тіла, коригування термічного ефекту їжі, споживання енергії спокою, а також витрати на енергію, що не відшкодовується, все це суперечить подальшим змінам.

## Принцип плато у Фізіології
Надмірне посилення маси тіла сприяє розвитку метаболічного синдрому, який може включати підвищений вміст цукру в крові, стійкість до дії інсуліну, підвищену ліпопротеїну низької щільності (холестерин ЛПНП) або зниження рівня ліпопротеїнів високої щільності (холестерину ЛПВП), і підвищений артеріальний тиск. Хоча сам по собі ожиріння не вважається хворобою, це підвищує ризик цукрового діабету II типу. Оскільки маса тіла, жирової маси і маса вільної маси все змінюються експоненціально під час зниження ваги, це гіпотеза дає нам зрозуміти, що симптоми метаболічного синдрому також будуть експоненціально коригуватись до нормальних значень.

## Принцип плато у відсічному моделюванні
Вчені оцінили обіг тілесних компонентів, використовуючи радіотракторні методи та стабільні ізотопи. Якщо вводити перорально, маркери всмоктуються і переміщуються у плазмі крові, а потім поширюються по всій тканині тіла. У таких дослідженнях для аналізу товарообігу ізотопним маркуванням потрібна модель із декількома відсіками. Ізотопний маркер називається простежувачем, а матеріал, що аналізується, є трейсером.
У дослідженнях з людиною плазма крові є єдиною тканиною, яку можна легко дослідити. Загальною процедурою є аналіз динаміки, якщо передбачити, що зміни можна віднести до суми експонент. Одне математичне відділення, як правило, вважається кінетикою першого порядку відповідно до принципу плато. Є багато прикладів такого роду аналізу в харчуванні, наприклад, при вивченні метаболізму цинку та каротиноїдів.
Найпоширенішим припущенням у відсічному моделюванні є те, що матеріал у однорідному відсіку веде себе експоненціально. Проте це припущення іноді модифікується, щоб включити насичуючу відповідь, що слідує за кінетикою Міхаеліса-Ментеба або пов'язаної з нею моделлю, що називається рівнянням Хілл. Коли матеріал присутній при концентрації поблизу КМ, він часто поводиться з псевдовим кінетикою першого порядку (див. Рівняння швидкості), і принцип плато застосовується, незважаючи на те, що модель нелінійна.

## Принцип плато в системній динаміці
Відокремлене моделювання в біомедичних науках обумовлено, перш за все, необхідністю вивчення метаболізму за допомогою маркерів. Навпаки, динаміка системи виникла як простий метод розробки математичних моделей Джей Райт Форрестер та його колеги. Динаміка системи являє собою відсік або басейн як запас та рух між відділеннями, як потоки. Загалом, швидкість потоку залежить від кількості матеріалу в складі, до якого він з'єднаний. Загальноприйнято представляти цю залежність як постійну пропорцію (або перший порядок) за допомогою елемента з'єднувача в моделі.
В області біомедичної медицини одним з найсильніших дослідників комп'ютерного аналізу фізіологічних проблем був доктор Артур Гайтон. Наприклад, динаміка системи була використана для аналізу проблеми регулювання ваги тіла. Подібні методи були використані для вивчення розповсюдження епідемій (див. Розділові моделі в епідеміології).
Програмне забезпечення, яке розв'язкує системи рівнянь, необхідні для відсічного моделювання та динамічних системи, використовує метод скінченних різниць для представлення набору звичайних диференціальних рівнянь. Опубліковано експертну оцінку різних типів динамічної поведінки, яка може бути розроблена шляхом застосування принципу плато до сфери динаміки системи.